# Carrusel del Matrimonio

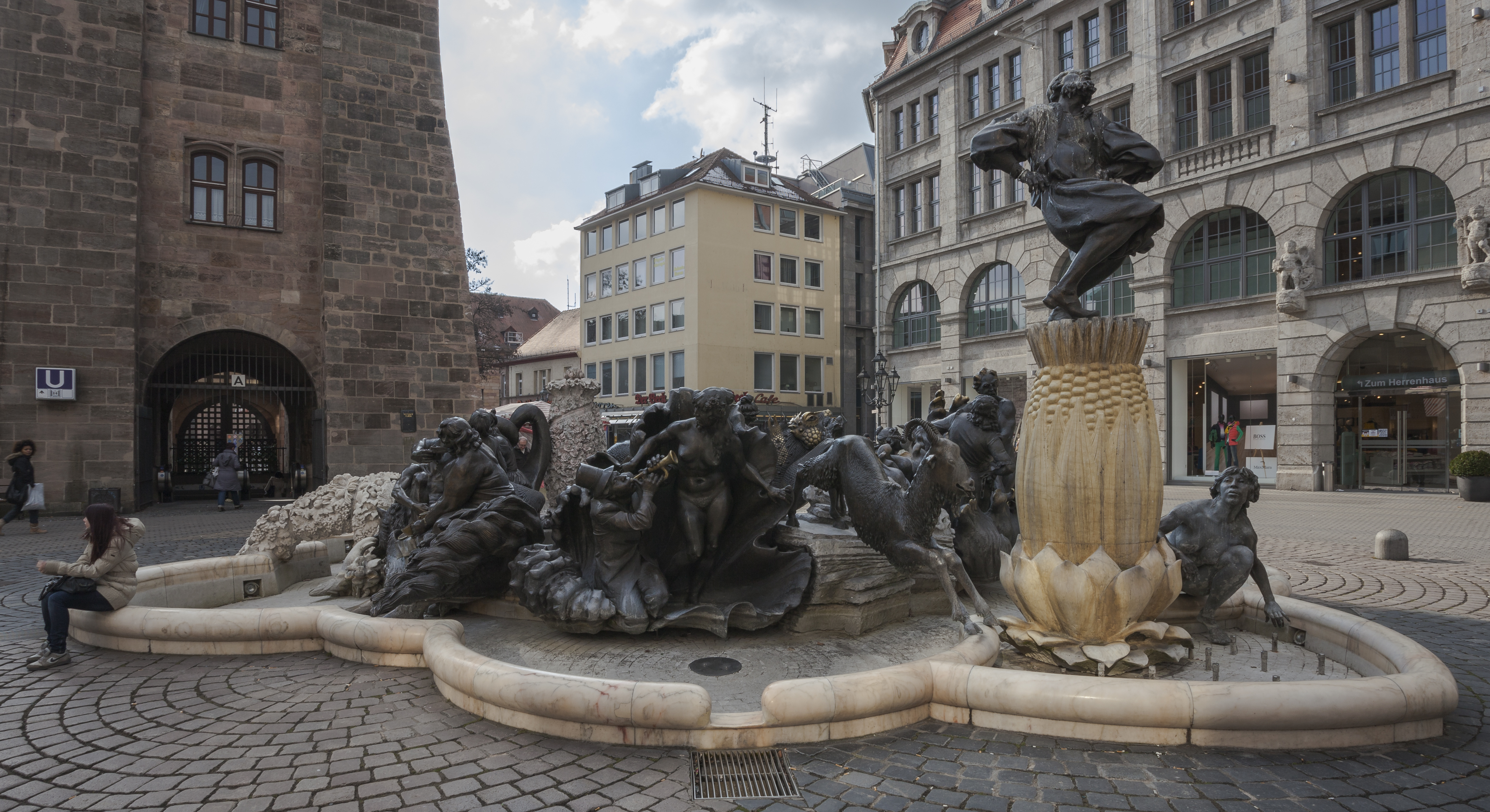
Vista general.

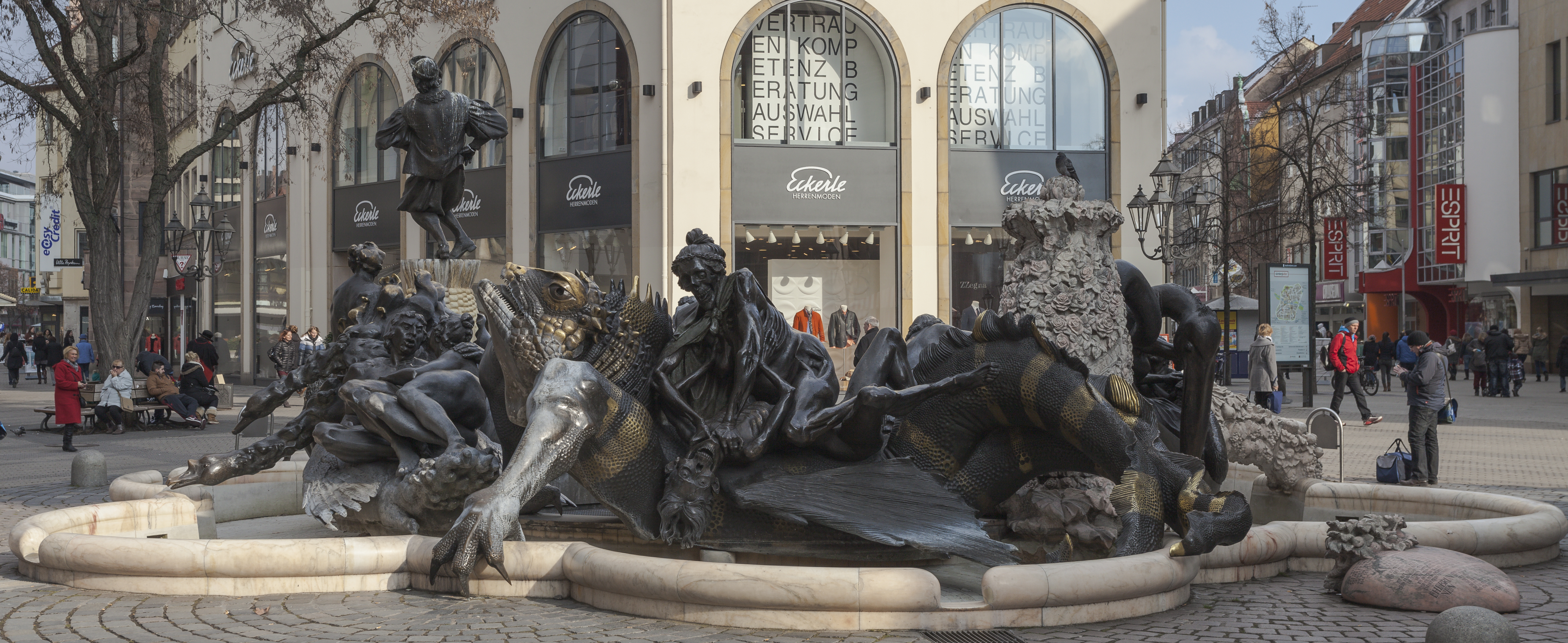
Vista posterior.

El Carrusel del Matrimonio (en alemán Ehekarussel), de nombre oficial Fuente de Hans Sachs (en alemán Hans Sachs-Brunnen), es una fuente de grandes dimensiones situada en Núremberg. Se encuentra delante de la Torre Blanca en la zona peatonal del centro de la ciudad.

## Historia
La fuente la creó por orden la ciudad de Núremberg el escultor de Braunschweig Jürgen Weber  entre los años 1977 y 1981 y se construyó en 1984. El juego de agua filtrada fue obra del Instituto Leichtweiß de la TU Braunschweig (Prof. Alfred Führböter). El motivo fue una salida de ventilación redonda de aire del metro de Núremberg, que está oculto en el centro de la fuente. La idea de disimular la salida de ventilación de aire con una fuente fue idea del referente de construcción Otto Peter Görl.
Debido a las 
La obra de arte fue inicialmente muy controvertida debido a las expresivas representaciones figurativas, que en parte fueron vistas por parte de la población y de la prensa como drásticamente vulgares, pero también por los considerables excesos presupuestarios. La riña sobre el artista, al que se le reprochó "sensualismo pseudobarroco" resurgió en 1988 con la instalación de la Fuente de la barca de los locos, también obra de Weber. La fuente se considera en la actualidad una de las obras de arte moderno más importantes de la ciudad y una atracción turística.

## Descripción

### Arquitectura de la fuente y programa de figuras
Basada en el poema Das bittersüße eh'lich' Leben de Hans Sachs escrito para la esposa del poeta, la fuente muestra seis escenas de los altibajos de la vida del matrimonio - desde el primer amor apasionado hasta la muerte pasando por la lucha conyugal. La fuente está formada por figuras de bronce pintadas y parcialmente doradas al fuego. El autor del texto temático, Hans Sachs, también aparece sobre un pedestal.
El borde barroco de la piscina consta de mármol blancogrisáceo, mientras que algunas secciones de la base están hechas de mármol de color. La escultura de mármol Rosenstock en el lado oeste consiste en mármol portugués verde y rosado. Weber talló los pétalos de rosa en los sedimentos verdes y las flores en los rosados.

### Estado actual
El sistema de fuentes ha sufrido daños ocasionales por haber sido escalada y pateada en varias ocasiones, también faltan algunos trozos de menor tamaña de mármol. El dorado al fuego está mayormente borrado. La reja de hierro diseñada por el artista alrededor de la fuente, con el propósito de protegerla del vandalismo, no fue encargada por la ciudad de Nuremberg.

## Galería de imágenes

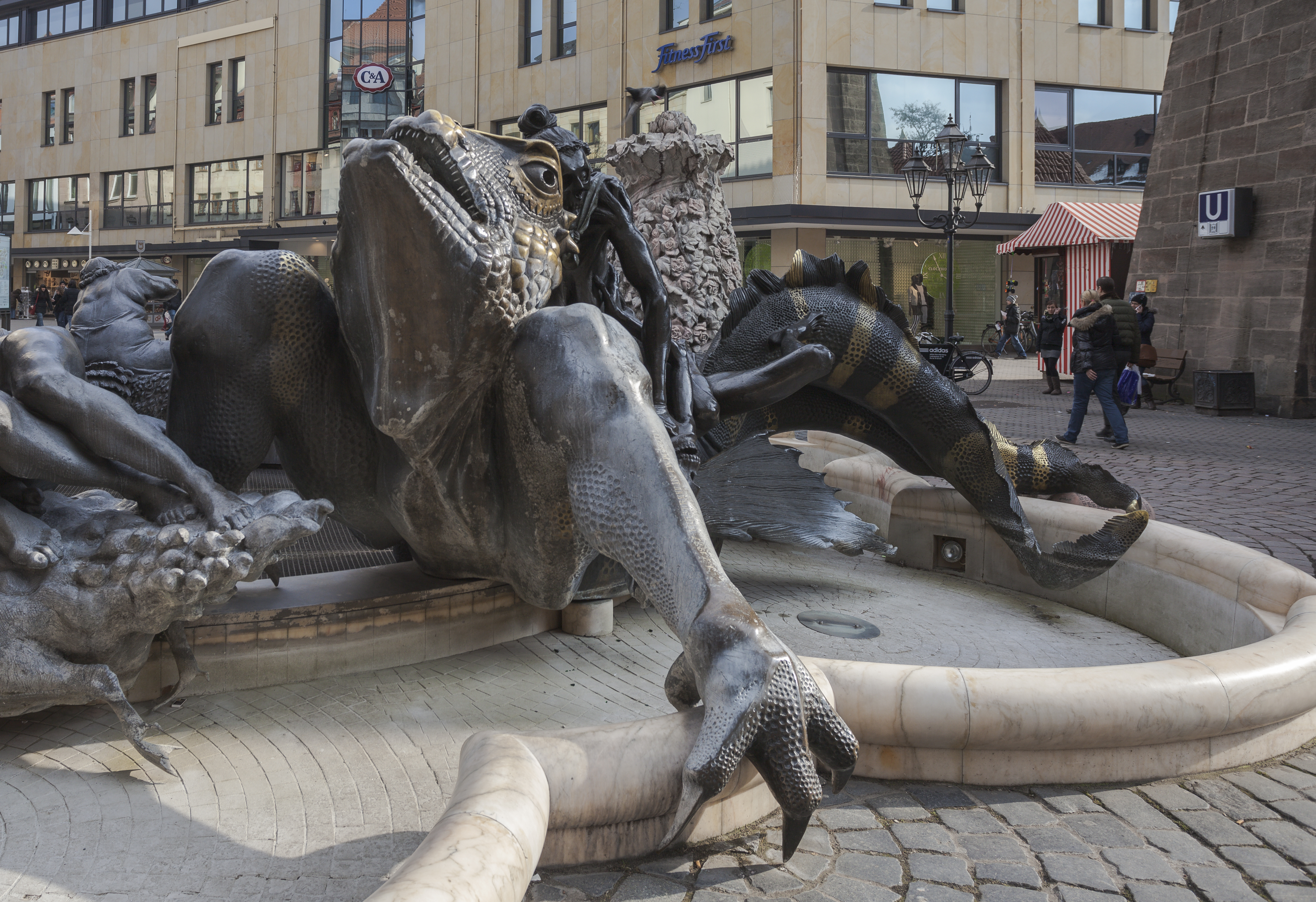
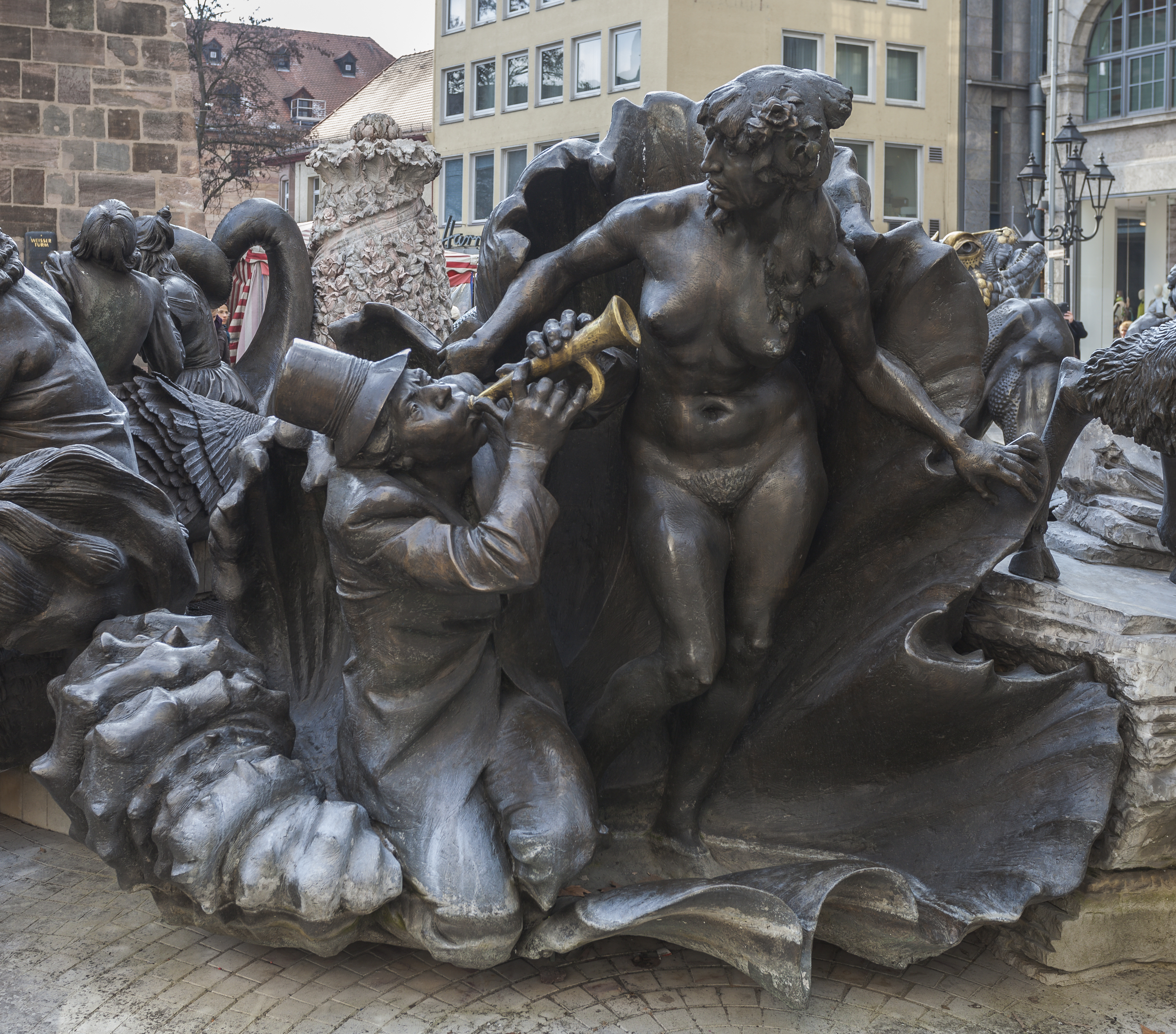
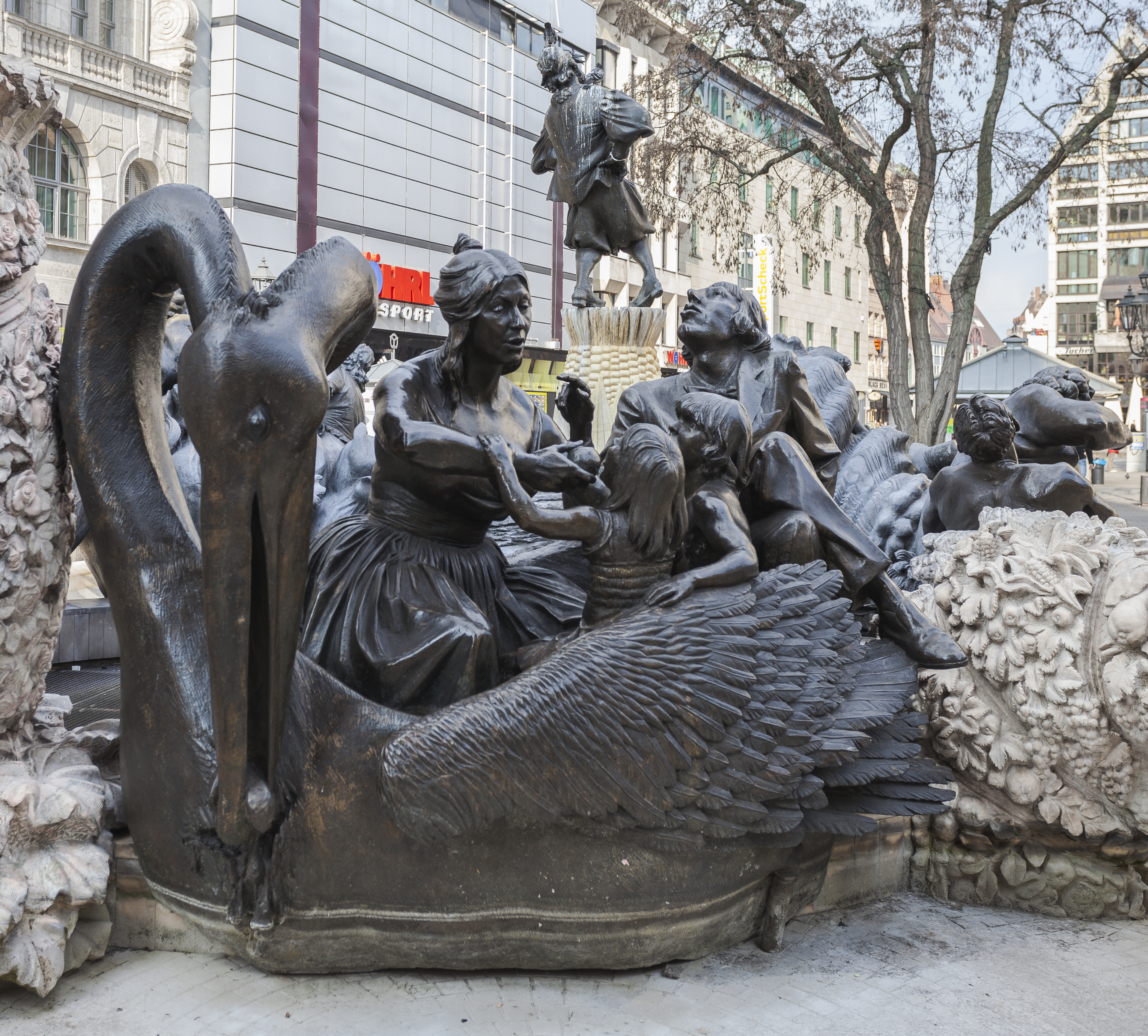
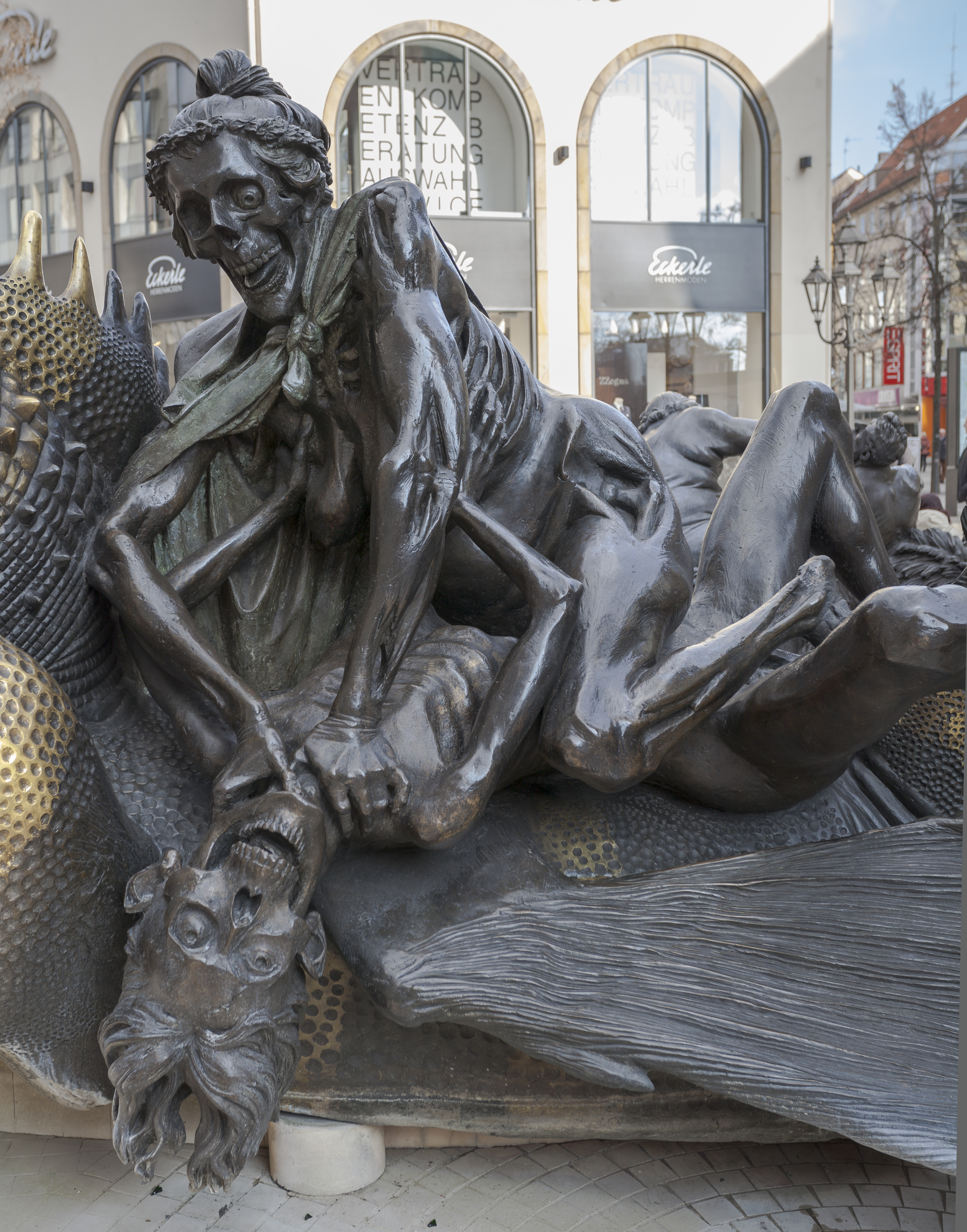
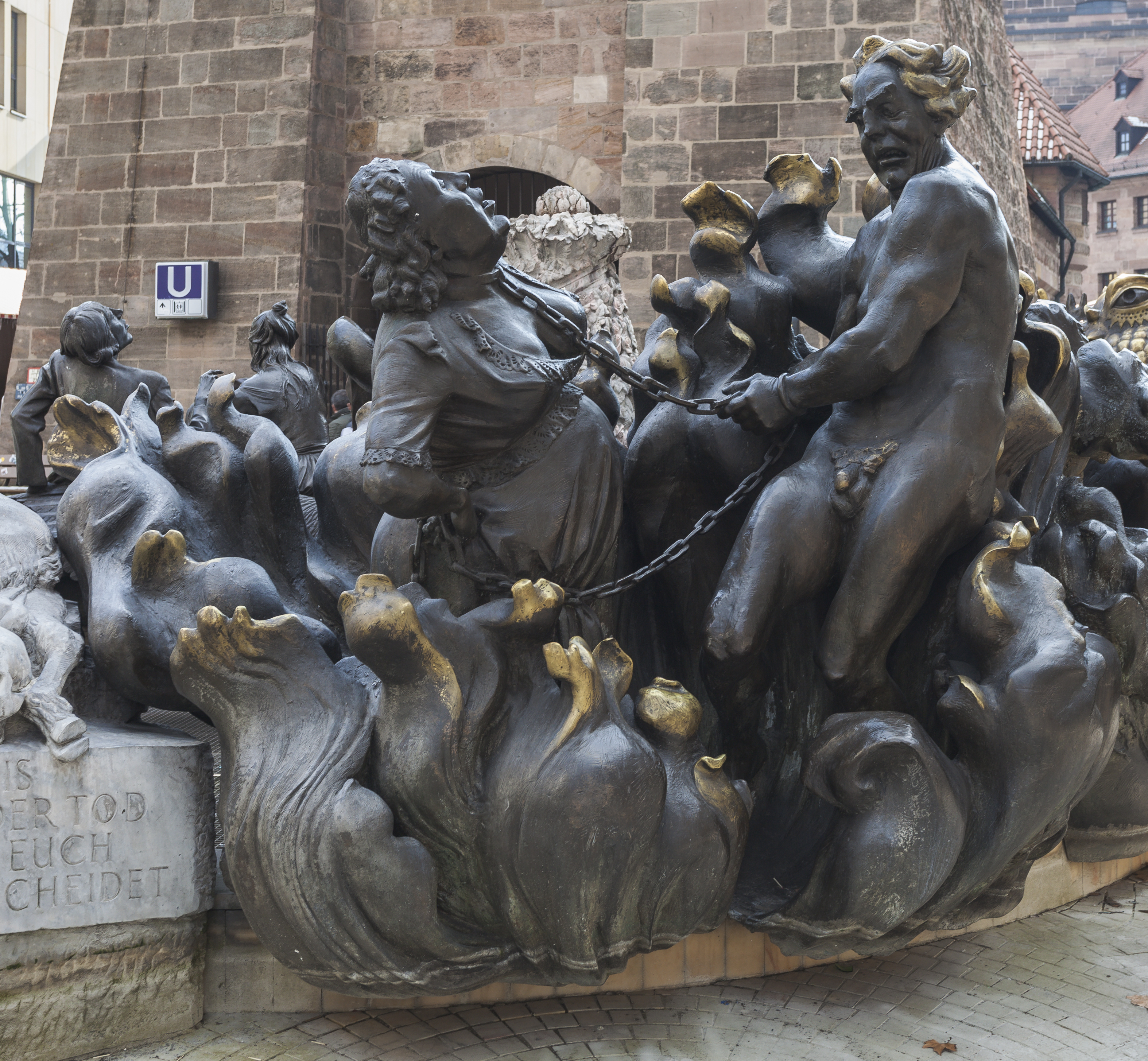